# Боргоратто-Алессандрино
Боргоратто-Алессандрино, Борґоратто-Алессандрино (італ. Borgoratto Alessandrino, п'єм. Borgorà) — муніципалітет в Італії, у регіоні П'ємонт,  провінція Алессандрія.
Боргоратто-Алессандрино розташоване на відстані близько 460 км на північний захід від Рима, 75 км на схід від Турина, 11 км на південний захід від Алессандрії.
Населення — 597 осіб (2014).
Щорічний фестиваль відбувається 20 серпня. Покровитель — San Bernardo.

## Демографія
Населення за роками:

Станом на 1 січня 2023 року в муніципалітеті офіційно проживало 38 іноземців з 14 країн, серед них 14 громадян країн Євросоюзу та 2 громадяни України.

## Сусідні муніципалітети
- Карентіно
- Кастеллаццо-Борміда
- Фраскаро
- Овільйо